# Acanthoscelides tenuis
Acanthoscelides tenuis là một loài bọ cánh cứng trong họ Bruchidae. Loài này được Bottimer miêu tả khoa học năm 1935.